# Cyanerpes
Cyanerpes – rodzaj ptaków z rodziny tanagrowatych (Thraupidae).

## Występowanie
Rodzaj obejmuje gatunki występujące w Ameryce.

## Morfologia
Długość ciała 9–13 cm, masa ciała 7,8–18,3 g.

## Systematyka

### Etymologia
Greckie κυανος kuanos – „ciemnoniebieski”; ἑρπης herpēs – „pełzacz, coś pełzającego”  < ἑρπω herpō – „pełzać”.

### Gatunek typowy
Certhia cyanea Linnaeus

### Podział systematyczny
Do rodzaju należą następujące gatunki:
- Cyanerpes nitidus (Hartlaub, 1847) – błękitniczek krótkodzioby
- Cyanerpes lucidus (Sclater,PL & Salvin, 1859) – błękitniczek lśniący
- Cyanerpes caeruleus (Linnaeus, 1758) – błękitniczek purpurowy
- Cyanerpes cyaneus (Linnaeus, 1766) – błękitniczek czerwononogi